# Marcus "Dante" Dantowiz
Marcus Dantowitch, senare Marcus Dante, född 7 oktober 1891 i Sundsvall, död 16 februari 1941 i Stockholm, var en svensk fotbolls- och bandyspelare.
Marcus Dantowitch spelade fotboll i Eriksdals IF, Johanneshofs IF samt Djurgårdens IF främst som mittfältare. Han spelade även bandy i Hammarby IF. Han var svensk landslagsman i fotboll vid ett tillfälle, den 27 juni 1915 (1-1 mot Norge).